# بنوا لامی
بنوا لامی (فرانسوی: Benoît Lamy‎; ۱۹ سپتامبر ۱۹۴۵ – ۱۵ آوریل ۲۰۰۸) کارگردان فیلم و نویسنده اهل بلژیک بود. وی در سال ۲۰۰۸ به دست شریک زندگی‌اش در نیول به قتل رسید. شریک زندگی‌اش در سال ۲۰۱۴ به دلیل قتل داوطلبانه به ۳۱⁄۲ سال زندان محکوم شد.
از فیلم‌ها یا مجموعه‌های تلویزیونی که وی در آن‌ها نقش داشته است، می‌توان به زندگی زیباست اشاره نمود.